# نافورة تان كيم سينغ
نافورة تان كيم سينغ (بالإنجليزية: Tan Kim Seng Fountain)‏ هي نافورة وسط سنغافورة شُيدت سنة 1882 تكريما للتاجر تان كيم سينغ [الإنجليزية] على تبرعاته التي منحها لإنشاء أول محطة مائية في سنغافورة.

## تاريخ
جاء تشييد الحكومة الاستعمارية البريطانية لهذه النافورة تكريما لتان كيم سينغ على تبرعه بمبلغ 130,050 دولارًا للحكومة لبناء أول محطة مائية في سنغافورة. لكن هذا التبرع ذهب سُدى بعد خطأ للمُهندس الحكومي المكلف بالمشروع، تسبب في فشل تحويل المياه العذبة وجعلها تتدفق عبر أنابيب. في 1882، قررت الحكومة الاستعمارية البريطانية تشييد نافورة باسم تان كيم وسط ميدان فوليرتون.
شُيدت النافورة على يد السباك الإنجليزي أندرو هانديسايد [الإنجليزية]، وافتُتحت رسميًا في 19 مايو 1882. في 1905، نُقلت النافورة من ميدان فوليرتون إلى طريق باتري إبان فترة تشييد فندق فولرتون سنغافورة، ثُم نُقلت بعدها في 1925 إلى مُتنزه إسبلاناد بارك [الإنجليزية]. في يناير 1994، خضعت النافورة لإصلاحات استمرت سبعة أشهر. خلال مشروع الترميم هذا الذي بلغت تكلفته 1.12 مليون دولار سنغافوري، بُني أساس جديد للنافورة. في 28 ديسمبر 2010، أُدرجت نافورة تان كيم سينغ ضمن قائمة المواقع التراثية الوطنية في سنغافورة [الإنجليزية]. تقع النافورة حاليا بمُتنزه إسبلاناد بارك بجانب معالم أثرية أخرى، مثل نصب ليم بو سينغ التذكاري [الإنجليزية] ونصب ذا سينوتاف [الإنجليزية].

## التصميم والمظهر
صُممت النافورة الحديدية وفقا للطراز الفيكتوري، وهي مُكونة من ثلاثة مستويات ومُزينة بزخارف كلاسيكية. تتزين النافورة بأربعة تماثيل لإلهات الإلهام وفقا للأساطير الإغريقية، حيث يُجسد التمثال الأول ملهمة الشعر الملحمي كاليوبي وهي تحمل لوح كتابة، بينما الثاني يرمز لمُلهمة التاريخ كليو وهي تحمل لفيفة، أما التمثال الثالث فيُجسد إيراتو مُلهمة الشعر الغزلي وهي تحمل قيثارة، بينما التمثال الرابع يرمز لمُلهمة المأساة ميلبوميني وهي تحمل إكليلًا من الزهور. يُشبه تصميم النافورة بشكل كبير تصميم نافورة كارييدو [الإنجليزية] في مانيلا عاصمة الفلبين، والتي يعود تاريخها إنشائها أيضا إلى عام 1882.

## أنظر أيضا
- متحف سنغافورة الوطني
- متحف سنغافورة للفنون